# UHF (groupe)
Pour les articles homonymes, voir UHF.
 (novembre 2011).

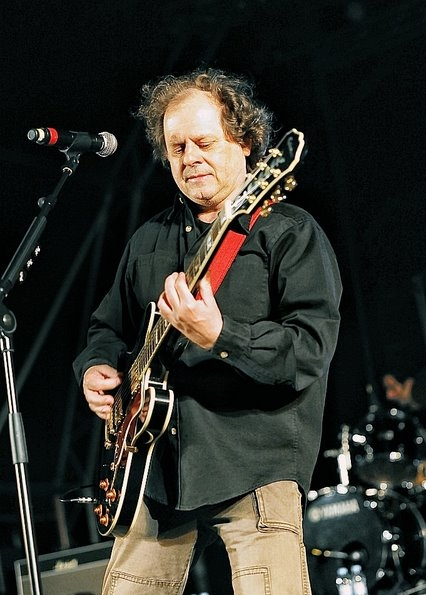
UHF sur scène en juillet 2009.

UHF [prononcé ou-aga-ièfe] est un groupe de rock portugais, fondé en 1978 à Almada, dans la banlieue sud de Lisbonne.
C'est un des premiers groupes à émerger de la scène rock post-70's : leur premier 45 tours édité en 1979 précède l'album "Ar de Rock" de Rui Veloso pourtant considéré comme le père du rock portugais...
Chanté en portugais, leur style musical est très difficile à classer, piochant à la fois dans le hard rock, le punk rock, la new wave, la pop et le folk. Ils ont d'ailleurs joué lors des concerts au Portugal de groupes aussi différents que les Ramones, Elvis Costello, Téléphone, Dexys Midnight Runners, Simple Minds, Billy Idol, Joe Cocker et Bryan Adams.

## Biographie
Le premier concert du groupe a eu lieu le 20 novembre 1978, au Bar É, à Lisbonne, UHF était alors composé de :
- António Manuel Ribeiro (voix, guitare),
- Carlos Peres (basse),
- Renato Gomes (guitare)
- Américo Manuel (batterie).

Le premier EP enregistré en 1979 s'appelle Jorge Morreu (George est mort) et est dédié à un ami toxicomane du bassiste, décédé en Algarve dans des circonstances tragiques (le corps semblait avoir été déchiqueté par les hélices d'un bateau) que personne n'a pu expliquer.
UHF joue partout dans le pays parvenant même à faire les premières parties des tournées d'Elvis Costello et ceux de Dr. Feelgood et atteint ainsi une renommée nationale.
En 1980, Américo Manuel est remplacé par Zé Carvalho à la batterie. UHF connaît alors un succès commercial croissant : en 1980, les deux singles Cavalos de corrida et Rua do Carmo arrivent en tête des hit-parades. L'édition en 1981 de deux albums À Flor da Pele et Estou de Passagem et d'un troisième Persona Non Grata en 1982 les consacrent définitivement comme un des groupes rocks les plus populaires du pays.
Le groupe fête les vingt ans de lancement du premier disque avec un concert le 25 juin 1999, à la place Sony do Parque das Nações et avec l'édition d'un double disque qui réunit ses principaux succès, disque d'argent dès les pré-ventes. Mais de la formation originale, il ne reste que l'auteur-compositeur António Manuel Ribeiro : Carlos Peres et Renato Gomes ayant quitté le groupe respectivement en 1983 et 1986.
En 2004, le groupe édite "Eu Sou Benfica" (Je suis pour le Benfica), hymne officiel du club sportif Benfica Lisbonne.
Le 24 novembre 2007, UHF fête son trentième anniversaire avec un concert à la discotèque Swell, sur la Costa da Caparica et de l'édition d'une compilation de raretés, "Canções Prometidas", sur laquelle on retrouve les premiers titres remasterisés du groupe.

## Discographie

### Album
- 1981 - À Flor da Pele (Vinyl et Cd)
- 1982 - Estou de passagem (Vinyl)
- 1982 - Persona non grata (Vinyl)
- 1983 - Ares e Bares de Fronteira (Vinyl)
- 1985 - Ao Vivo em Almada (No Jogo da Noite)(Vinyl)
- 1988 - Noites Negras de Azul (Vinyl)
- 1988 - Em Lugares Incertos (Vinyl)
- 1990 - Este Filme / Amélia Recruta (Vinyl)
- 1990 - Julho, 13 (Ao vivo, 2LP Vinyl et CD)
- 1991 - Comédia Humana(Vinyl et CD)
- 1993 - Santa Loucura (2LP Vinyl et CD)
- 1996 - 69 Stereo (CD)
- 1996 - Cavalos de Corrida - Colecção Caravela (Compilation, EMI) (CD)
- 1998 - Rock É! (dançando na noite) (CD)
- 1999 - Eternamente (colectânea)(2CD)
- 2003 - Sou Benfica - As Canções da Águia (CD)
- 2003 - À Beira do Tejo (Compilação CD, Am.Ra, 2001)
- 2003 - Harley Jack (CD, Am.Ra, 2003)
- 2003 - La Pop End Rock (CD, 2003)
- 2004 - Voltei a Porto Moniz (CD, Am.Ra, 2004)
- 2004 - Podia Ser Natal (CD, Am.Ra, 2004)
- 2005 - Há Rock no Cais (CD)
- 2006 - Há Rock no Cais (réédition 2 CD limités à 1 000 copies)
- 2006 - Grandes Êxitos (CD - EMI)

### Singles
- Jorge Morreu (EP, Metro-Som, 1979).
- Cavalos de Corrida/Palavras (Single, EMI, 1980).
- Rua do Carmo/(Vivo) Na Fronteira (Single, EMI, 1981)
- Noite Dentro/Quem Irá Beber Comigo? (Desfigurado) (Single, EMI, 1981).
- Modelo Fotográfico/Quem Irá Beber Comigo? (Desfigurado) (Single, EMI, 1981)
- Um Mau Rapaz/Amigos Até Logo (Single, RT, 1982)
- Voo Para A Venezuela/Dança de Canibais (Single, RT, 1982)
- De Carrocel/Chris (Single, Orfeu/RT, 1983)
- Puseste O Diabo Em Mim/De Um Homem Só (Single, Orfeu/RT, 1984).
- Na Tua Cama/Nove Anos (Single, Edisom, 1988)
- Em Violência/Completamente Infiel (Single, Edisom, 1988).
- Hesitar (Máxi, Edisom, 1989).
- Brincar No Fogo/De Segunda Até Sexta (Single, BMG, 1991) -
- Um Copo Contigo (Maxi, BMG,1993)
- Menina Estás À Janela (Máxi, BMG, 1993)
- 4 Rave Songs (EP, BMG, 1993)
- Sarajevo (versão eléctrica)/Sarajevo (versão acústica) (Single, BMG, 1993)
- Um Tiro Na Solidão/O Homem da Meia Noite (Single, BMG, 1994)
- Cavalos De Corrida (Single, BMG, 1995)
- Toca-Me (Single, BMG, 1995)
- Por Ti e Por Nós Dois* (Single, BMG, 1996)
- Foge Comigo Maria (Single, BMG, 1996)
- O Povo Do Mundo (Single, BMG, 1997)
- Quando (Dentro de Ti) (Single, Am.Ra, 1998)
- Guantanamera (Single, Am.Ra, 1998)
- Ao Fim de Tanto Tempo (Single, Am.Ra, 1998)
- Sou Benfica (Single, Am.Ra, 1999).
- Uma Palavra Tua (Single, Am.Ra, 1999)
- Dança Comigo (até o Sol nascer) (Single, Road, 1999)
- Angie (Single, Road, 1999)
- Uma Palavra Tua (radio edit)(Single, Road, 2000)
- Meninos Angolanos (Single, Am.Ra, 2001)
- (Fogo) Tanto me Atrais (Single, Road, 2001)
- A Lágrima Caiu (Single, EMI, 2003)
- Matas-me Com o Teu Olhar (Single, Am.Ra, 2005)
- Apetece Namorar Contigo em Lisboa (Single, 2006)